# Hesperotingis duryi
Hesperotingis duryi är en insektsart som först beskrevs av Henry Fairfield Osborn och Drake 1916.  Hesperotingis duryi ingår i släktet Hesperotingis och familjen nätskinnbaggar.

## Underarter
Arten delas in i följande underarter:
- H. d. duryi
- H. d. confusa